# Handkameraästhetik
Die Handkameraästhetik ist eine Form der filmischen Bildgestaltung, welche durch den Einsatz einer Handkamera bedingt ist bzw. ermöglicht wird.

## Charakteristika
Weil eine Handkamera nicht auf einem Stativ oder einem Dolly montiert ist, sondern vom Kameramann frei gehalten wird, ist sie sehr beweglich. Dadurch sind sehr dynamische Schwenks und Fahrten möglich. Sofern die Kamera nicht stabilisiert wird (z. B. mit einer Steadycam), sind die Bewegungen allerdings oft ungleichmäßig und können abrupte Richtungswechsel aufweisen.
Bei unbewegten Kameraeinstellungen bewirkt eine Handkamera, dass der Bildausschnitt nie ganz stabil ist, weil man eine Kamera kaum über eine längere Zeit völlig ruhig halten kann. Filmaufnahmen mit Handkamera wirken deshalb mehr oder weniger stark verwackelt.

## Vorkommen
Die Handkameraästhetik ist einerseits für den Fernsehjournalismus, andererseits für Amateuraufnahmen typisch. In beiden Fällen ist der Einsatz einer Handkamera in aller Regel keine ästhetisch begründete Entscheidung, sondern die einzige praktikable Möglichkeit.
Es gibt allerdings auch Genres und Gruppierungen in der Filmkunst, welche die Handkameraästhetik ganz bewusst einsetzen. Das Manifest Dogma 95 beispielsweise erlaubt ausschließlich den Einsatz von Handkameras, und bereits für Filme der Nouvelle Vague waren Handkameras ein stilbildendes Element. Als erster Spielfilm, der tragbare Kameras konsequent nutzte, gilt Der letzte Mann aus dem Jahr 1924.
Auch in Dokumentarfilmen wird oft mit Handkameras gearbeitet. Teilweise ist dies eine technische Notwendigkeit, denn nur so ist der Kameramann beweglich genug, um spontan einem nicht inszenierten Handlungsablauf zu folgen. Dies gilt insbesondere für Filme des Cinéma vérité bzw. Direct Cinema, welche möglichst wenig Einfluss auf die Ereignisse nehmen wollten. Teilweise wird die Handkamera aber auch aus gestalterischen Überlegungen eingesetzt, weil die verwackelten Bilder Authentizität suggerieren. Diese Sehgewohnheit wird wiederum von Filmen ausgenutzt, die nur vorgeben, dokumentarisch zu sein (z. B. The Blair Witch Project).